# Ferro (Covilhã)
Ferro es una freguesia portuguesa del concelho de Covilhã, con 27,19 km² de superficie y 1.700 habitantes (2011). Su densidad de población es de 62,5 hab/km².
Ferro se encuentra situado al sudoeste del municipio de Covilhã, a unos 11 km de la cabecera, cerca de la ribera izquierda del río Zêzere, en el límite con los concelhos de Belmonte, al norte, y de Fundão, al sur y al este. La freguesia está compuesta por once núcleos de población: Freixo, Lameiras, Madeira, Monte Serrano, Penedia, Rasas, Ribeiro do Moinho, Semaria, Sítio do Marujo, Sítio da Póvoa, Sítio do Ribeiro de Linhares e Souto Alto.
Poblada desde tiempos romanos, como testimonian los vestigios arqueológicos hallados en su territorio, Ferro fue elevada a la categoría de villa el 21 de junio de 1995.
En su patrimonio histórico-artístico destaca la iglesia matriz, barroca del siglo XVIII, con altares de talla dorada y retablo del Sagrario, y la capilla del Rosario, que perteneció a la Orden de Santiago, construida en el siglo XVI y que conserva buena parte de sus elementos originales.